# ¿Por qué no te callas?

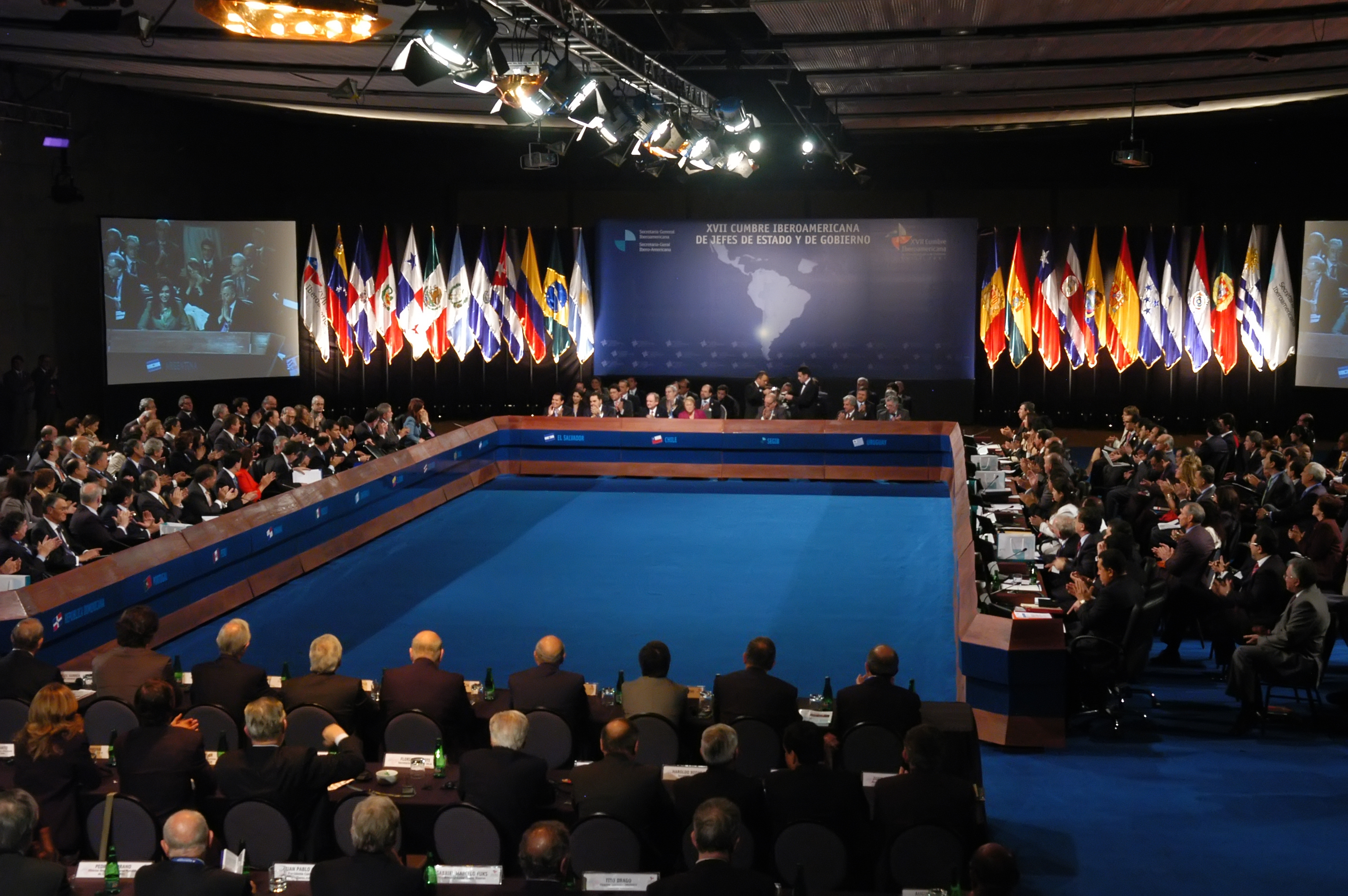
Il vertice iberoamericano in cui fu pronunciata la frase. I protagonisti della vicenda sono seduti nella fila di destra

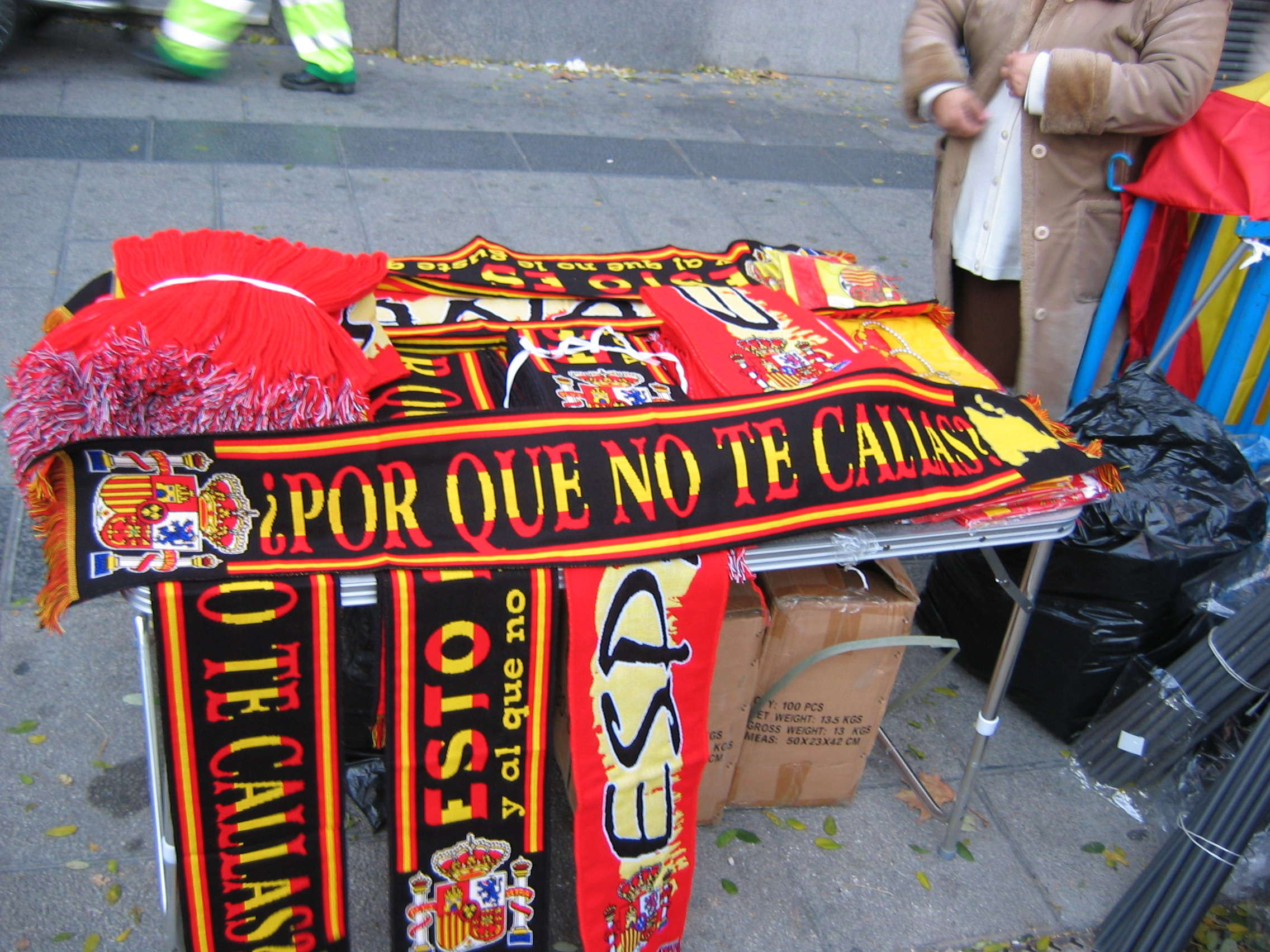
Sciarpe con la scritta in vendita per strada a Madrid

¿Por qué no te callas? (espressione in spagnolo che significa «Perché non taci?») è una frase pronunciata il 10 novembre 2007 dal re Juan Carlos I di Spagna e rivolta al presidente del Venezuela Hugo Chávez nel corso del XVII Vertice Iberoamericano di Capi di Stato e di Governo, svoltosi a Santiago del Cile. La frase è diventata in breve tempo un fenomeno sociale e di Internet, diventando oggetto di programmi televisivi, suonerie di cellulari, filmati di YouTube e marchi di abbigliamento, nonché titolo di un sito internet e di un programma televisivo argentino e uno spagnolo.

## L'incidente diplomatico
Il 9 novembre 2007, durante il suo intervento al Vertice Iberoamericano, il presidente venezuelano Hugo Chávez denunciò una presunta implicazione del governo di Madrid nel colpo di Stato del 2002 in Venezuela, etichettando come fascista l'allora primo ministro spagnolo José María Aznar.
L'incidente diplomatico ebbe luogo il giorno seguente, nel corso dell'ultima sessione del vertice, durante un intervento del presidente del governo spagnolo José Luis Rodríguez Zapatero, successore di Aznar. Chávez, interrompendo continuamente Zapatero, continuò a dare del fascista ad Aznar e dichiarò che «un serpente è più umano di un fascista». 
La presidenza giunse a spegnere il microfono di Chávez. Ripresa la parola, Zapatero intervenne in difesa di Aznar (nonostante i due appartenessero a schieramenti opposti e lo stesso Zapatero avesse criticato il predecessore in passato), ricordando che era stato democraticamente eletto e che la democrazia presuppone il rispetto altrui, ma di nuovo Chávez lo interruppe più volte; ciò fece innervosire il sovrano spagnolo Juan Carlos, il quale, rimasto in silenzio fino a quel momento, si rivolse a Chávez dandogli del tu ed apostrofandolo con la frase «¿Por qué no te callas?» («Perché non taci?»). Anni dopo, in occasione di un comizio, Chávez ricordò l'incidente con un commento tra il serio e il faceto: «El rey Juan Carlos tuvo suerte de que no lo oí en ese momento (no tenía micrófono) porque si lo hubiera escuchado le hubiera mandado las cargas de la caballería en su contra» (in italiano: «Il re Juan Carlos fu fortunato che in quel momento non lo sentii (non aveva il microfono) perché se lo avessi sentito lo avrei fatto caricare dalla cavalleria»).

## Impatto sociale

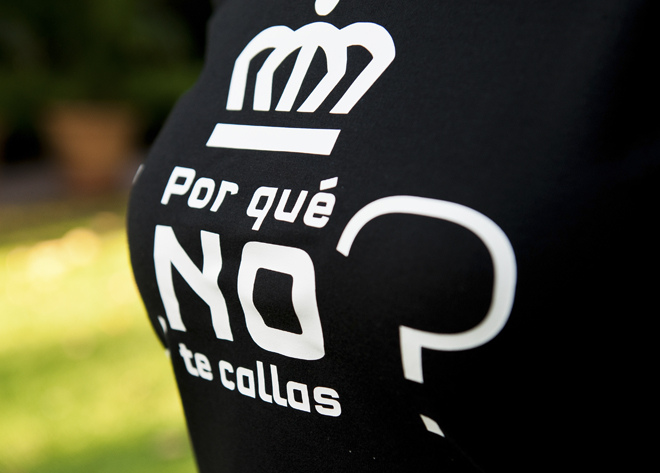
«¿Por qué no te callas?» su una maglietta.

L'impatto sociale della frase del re di Spagna fu pressoché istantaneo, dopo che questa fu riportata da diversi media spagnoli. Lo stesso presidente Zapatero raccontò di aver scoperto, al proprio rientro in patria, che sua figlia già la conosceva. 
Varie personalità del mondo dell'arte e dello spettacolo citarono o richiamarono le parole del re nei loro lavori; ad esempio il cantautore e poeta Joaquín Sabina la usò in modo umoristico rivolgendosi al collega Joan Manuel Serrat. La canzone «Baila el Chiki-chiki» di Rodolfo Chikilicuatre, selezionata per rappresentare la Spagna all'Eurovision Song Contest 2008, include nel proprio testo la frase detta dal re in occasione del famoso incidente diplomatico.
La frase è inoltre apparsa in varie opere cinematografiche, ad esempio in Ocho apellidos vascos, un film del 2014 diretto da Emilio Martínez Lázaro e che registrò i maggiori incassi della storia del cinema spagnolo. In una scena di tale film si vede, accanto a un apparecchio televisivo, una sciarpa con la bandiera spagnola e la scritta "¿Por qué no te callas?". Il fenomeno raggiunse anche il Giappone, dove le parole del re vennero citate nell'anime Hetalia Axis Powers. I personaggi della serie impersonano varie nazioni del mondo e quello che rappresenta la Spagna in uno degli episodi indossa una maglietta con su scritta la frase in questione.
Il 1º luglio 2008, il presidente peruviano di destra Alan García Pérez citò ¿Por qué no te callas? per rispondere pubblicamente ai commenti del suo omologo boliviano Evo Morales, schierato invece a sinistra:
La popolarità della frase crebbe così tanto che si arrivò a mettere in vendita oggetti di merchandising come bandiere, sciarpe e magliette, in cui le parole del sovrano venivano in genere accompagnate dai colori e dai simboli della corona reale e/o della Spagna e anche, spesso, dalla faccia del re Juan Carlos.

### Su Internet
Una buona parte dell'impatto della frase si ebbe su Internet e sui social media. Dopo l'incidente diplomatico, sul portale YouTube vennero pubblicati numerosi video che si riferivano in diversi modi alla frase e alle circostanze nelle quali venne pronunciata, video nei quali abbondavano i fotomontaggi e che vedevano a volte la reinterpretazione delle parole del re in chiave reggaeton. L'accoglienza del pubblico fu altrettanto massiccia, come provato dal picco di visite che ebbero questi contenuti on-line. Parecchi blog e forum furono dedicati al tema, che ebbe anche gruppi dedicati su social network come Hi5 e Facebook.